# Alique
Alique település Spanyolországban, Guadalajara tartományban. Alique Mantiel és Pareja községekkel határos. Lakosainak száma 15 fő (2024).

## Népesség
A település lakosságának változását az alábbi diagram mutatja:
| Lakosok száma | 41   | 36   | 32   | 27   | 24   | 20   | 20   | 14   | 15   | 15   |
|               | 2001 | 2004 | 2006 | 2009 | 2011 | 2014 | 2016 | 2019 | 2021 | 2024 |